# For to Next / And Not Or
 (octobre 2012).
Si vous disposez d'ouvrages ou d'articles de référence ou si vous connaissez des sites web de qualité traitant du thème abordé ici, merci de compléter l'article en donnant les références utiles à sa vérifiabilité et en les liant à la section « Notes et références ».
Albums de Steve Hillage
Aura
(1979)
For to Next / And Not Or est le 7e album studio de Steve Hillage paru en 1983, et le 10e en comptant les albums en concert. 
C'est le dernier de sa carrière solo[réf. souhaitée], qu'il laisse de côté pour se consacrer à la production.
À l'instar de Open, ce disque a bien vieilli avec les sonorités de son époque, le début des années '80[Interprétation personnelle ?][réf. nécessaire].
La basse et la batterie ont été remplacées par une boite à rythme et des synthés.

## Titres
1. These Uncharted Lands - 5:39
2. Kamikaze Eyes - 4:49
3. Alone - 5:21
4. Anthems for the Blind - 4:27
5. Bright Future - 5:07
6. Frame By Frame - 5:50
7. Waiting - 5:24
8. Glory - 6:21
9. Before the Storm - 7:04
10. Red Admiral - 6:11
11. Serotonin - 5:34
12. And Not Or - 6:25
13. Knight Templar - 4:33
14. Still Golden - 5:54

## Musiciens
- Steve Hillage : guitares, voix, synthétiseurs
- Miquette Giraudy : synthétiseurs, séquenceurs